# Hornos de Moncalvillo
Hornos de Moncalvillo tỉnh và cộng đồng tự trị La Rioja, phía bắc Tây Ban Nha. Đô thị này có diện tích là 7,4 ki-lô-mét vuông, dân số năm 2009 là 92 người với mật độ 15,84 người/km². Đô thị này có cự ly 17 km so với Logroño.